# José Luis Brown
José Luis Brown (ur. 11 listopada 1956 w Ranchos, zm. 12 sierpnia 2019 w La Placie) – argentyński piłkarz, grający na pozycji obrońcy.
W trakcie kariery nazywany był El Tata, czyli ojciec.

## Kariera klubowa
Pierwsze szlify piłkarskie zbierał w juniorskich drużynach Estudiantes La Plata i to w tym klubie zadebiutował w seniorskiej piłce. W klubie z La Platy grał przez osiem lat, w czasie których, jako kapitan drużyny, zdobył dwa tytuły mistrza Argentyny (1982, 1983). Po dwóch latach gry w kolumbijskim Atletico Nacional, wrócił do ojczyzny, przechodząc do zespołu Boca Juniors. Po Mistrzostwach Świata 1986 trafił do francuskiego Stade Brest, po roku odchodząc do Realu Murcia.
Karierę piłkarską zakończył w 1989 w barwach Racing Club De Avellanda.

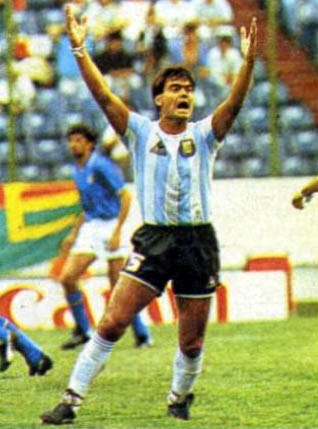
Jose Luis Brown podczas spotkania reprezentacji Argentny

## Kariera reprezentacyjna
W reprezentacji narodowej zadebiutował w 1983 roku.
Był częścią kadry Albicelestes na trzech turniejach Copa America (1983, 1985, 1987) oraz na jednym turnieju o Mistrzostwo Świata (1986)
Łącznie w reprezentacji Argentyny rozegrał 36 spotkań i zdobył 1 gola, którego strzelił w finałowym meczu Mistrzostw Świata 1986 przeciwko RFN.

## Kariera trenerska
Po zakończeniu kariery piłkarskiej pracował jako szkoleniowiec, zarówno w roli asystenta, jak i pierwszego trenera.

## Śmierć
Brown zmarł 12 sierpnia 2019 w La Placie po długiej walce z chorobą Alzheimera.

## Sukcesy

### Klubowe
Estudiantes La Plata
- Primera División: 1982 Metropolitano, 1983 Nacional

### Reprezentacyjne
Argentyna
- Złoty medal Mistrzostw Świata: 1986